# Neelam Sanjiva Reddy
Neelam Sanjiva Reddy, född 18 maj 1913 i en jordbrukarfamilj i byn Illuri i Anantpurdistriktet i nuvarande delstaten Andhra Pradesh, död 1 juni 1996 i Bangalore i Karnataka, var en indisk politiker och landets president från 1977 till 1982.

## Politisk karriär i urval
- Ledamot i Indiens konstituerande församling 1947-1950
- Ordförande Andhra Pradeshs avdelning av Kongresspartiet
- Premiärminister i den nybildade delstaten Andhra Pradesh 1956-1959, 1962-1964
- Ordförande i Kongresspartiet för hela Indien 1959-1962
- Federal minister för stålindustri och gruvor respektive kommunikationer och turism 1964-1967
- Ledamot och talman i Lok Sabha 1967-1969
- Ledamot i Lok Sabha, nu för Janata Party, 1975
- Talman i Lok Sabha mars- juli 1977
- Indiens president 1977-1982